# Glambæk (Femern)
 For alternative betydninger, se Glambæk. (Se også artikler, som begynder med Glambæk)
Glambæk var en borg på Femern.
Glambæk blev opført i 1200-tallet og anlagt på en landtange mellem Østersøen og bugten Burger Binnensee.
Øen var blevet erobret af holstenerne i starten af 1400-årene, men Erik af Pommern tilbageerobrede øen og borgen i 1416.
Under trediveårskrigen blev borgen i 1627 indtaget og ødelagt af Johann Tserclaes Tilly.